# Chapelle Notre-Dame-des-Anges de Perpignan
Pour les articles homonymes, voir Chapelle Notre-Dame-des-Anges.
La chapelle Notre-Dame-des-Anges de Perpignan est une ancienne chapelle située à Perpignan, dans le département des Pyrénées-Orientales en France.

## Situation
La chapelle Notre-Dame-des-Anges est située au no 40 de la rue du Maréchal-Foch, en bordure du quartier Saint-Mathieu, près de l’entrée de l’ancien couvent des frères mineurs.

## Historique
Sans doute située à l’emplacement d’un édifice plus ancien, l’actuelle chapelle Notre-Dame-des-Anges est construite entre la fin du XIIIe siècle et le début du XIVe siècle, à proximité de l’ancien couvent des Franciscains. Selon la légende, de nombreux édifices religieux, dont la chapelle, sont fondés par François d’Assise, à l’initiative des rois de Majorque. Elle appartient au Département des Pyrénées orientales.
La grande salle capitulaire du couvent franciscain fut un temps dans la grande salle gothique de la chapelle. Le monument a été aménagé en chapelle de l’hôpital militaire au début du XIXe siècle, qui était décorée d’allégories guerrières à cette époque. La Maison du patrimoine catalan est aujourd’hui située là où était la salle du chapitre des moines franciscains.
La chapelle reçoit des expositions comme celles du Centre de Conservation et de Restauration du Patrimoine, et des manifestations culturelles. L’édifice est aussi un lieu d’exposition pour la Journée du Patrimoine; en 2018, il y a eu une projection en continu du film Hyacinthe Campagnach, un bleu dans la Grande Guerre.

## Architecture
L’édifice est constitué d’une nef unique de quatre travées voûtées d’ogives, terminée par un chevet plat. Le cloître Saint-François, attenant, est construit au début XIVe siècle et détruit au XIXe siècle, mais on peut encore en deviner quelques vestiges. Quinze arcs formerets se trouvent sur le mur de la galerie sud et deux autres sur la galerie ouest.